# Fußball-Bezirksklasse Bremen 1939/40
Die Fußball-Bezirksklasse Bremen 1939/40 war die siebente Spielzeit der Fußball-Bezirksklasse Bremen im Sportgau Niedersachsen. Sie diente als eine von sechs zweitklassigen Bezirksklassen als Unterbau der Gauliga Niedersachsen. Die Meister dieser sechs Spielklassen qualifizierten sich für eine Aufstiegsrunde, in der zwei Aufsteiger zur Gauliga Niedersachsen ausgespielt wurden.
Auf Grund des Beginns des Zweiten Weltkrieges wurde der ursprünglich ab September 1939 beginnende Spielbetrieb abgesagt. Im November 1939 erfolgte eine Neustrukturierung des Bezirksklassengebietes, die Gebiete um Bremerhaven und Cuxhaven waren fortan nicht mehr Teil des Bezirksgebietes Bremen. Der Spielbetrieb der diesjährigen Bezirksklasse startete dann mit den sieben nicht auf- und abgestiegenen Vereinen aus der Vorsaison (Sparta Bremerhaven wechselte die Bezirksklasse) am 3. Dezember 1939 im Rundenturnier mit Hin-und-Rückspiel. Das letzte Spiel kam am 7. Juli 1940 zur Austragung. Als Bezirksmeister setzte sich dabei TuRa Gröpelingen mit drei Punkten Vorsprung vor dem VfL Oldenburg durch und qualifizierte sich dadurch für die Aufstiegsrunde zur Gauliga Niedersachsen 1940/41. In dieser setzten sich die Gröpelinger mit drei Siegen und einem Unentschieden durch und schafften somit den Sprung in die Erstklassigkeit. In dieser Spielzeit gab es keine Absteiger, die Liga wurde zur kommenden Saison um eine Mannschaft erweitert.

## Kreuztabelle
Die Kreuztabelle stellt die Ergebnisse aller überlieferten Spiele dieser Saison dar. Die Heimmannschaft ist in der linken Spalte, die Gastmannschaft in der oberen Zeile aufgelistet.
| 1939/40                   | GRÖ | VfL Oldenburg | VfB Komet Bremen | HEM    | SFB    | NDL | WOL |
| ------------------------- | --- | ------------- | ---------------- | ------ | ------ | --- | --- |
| TuRa Gröpelingen          |     | 4:1           | 1:3              | +0:0 A | 6:1    | 5:0 | 3:1 |
| VfL Oldenburg             | 5:2 |               | 3:2              | 11:1   | 3:0    | 5:1 | 4:1 |
| VfB Komet Bremen          | 0:2 | 1:3           |                  | 3:2    | 3:2    | 4:1 | 2:0 |
| VfL Hemelingen            |     | 4:2           | 7:0              |        | 3:1    | 3:2 | 4:2 |
| Bremer Sportfreunde       | 3:4 | 5:1           | 2:1              | 2:0    |        | 3:3 | 5:1 |
| SpVgg Norddeutscher Lloyd | 1:4 | 1:1           | 3:4              | 6:2    | 5:3    |     | 6:0 |
| FV Woltmershausen         | 1:2 | 4:0           | 0:0+ B           | 1:2    | 0:0+ C | 2:2 |     |

## Abschlusstabelle
| Pl. | Verein                    | Sp. | S | U | N  | Tore    | Quote | Punkte |
| --- | ------------------------- | --- | - | - | -- | ------- | ----- | ------ |
| 1.  | TuRa Gröpelingen          | 11  | 9 | 0 | 2  | 033:160 | 2,06  | 18:40  |
| 2.  | VfL Oldenburg             | 12  | 7 | 1 | 4  | 039:260 | 1,50  | 15:90  |
| 3.  | VfB Komet Bremen          | 12  | 7 | 0 | 5  | 023:260 | 0,88  | 14:10  |
| 4.  | VfL Hemelingen            | 11  | 6 | 0 | 5  | 028:300 | 0,93  | 12:10  |
| 5.  | Bremer Sportfreunde       | 12  | 5 | 1 | 6  | 027:300 | 0,90  | 11:13  |
| 6.  | SpVgg Norddeutscher Lloyd | 12  | 3 | 3 | 6  | 031:360 | 0,86  | 09:15  |
| 7.  | FV Woltmershausen         | 12  | 1 | 1 | 10 | 013:300 | 0,43  | 03:21  |